# Уитмер, Гретхен
Гретхен (Гретчен) Эстер Уитмер (англ. Gretchen Esther Whitmer; род. 23 августа 1971, Лансинг) — американский юрист, государственный и политический деятель. Действующий губернатор штата Мичиган. Член Демократической партии.

## Биография
Родилась и выросла в Мичигане. Получила степени бакалавра искусств в сфере коммуникаций и доктора права в Университете штата Мичиган.
В течение двух сроков состояла в Палате представителей Мичигана (2001—2006), также два срока являлась сенатором Мичигана (2007—2014), с 2011 года занимала в Сенате штата должность лидера меньшинства. Временно исполняла обязанности прокурора округа Ингем (июль-декабрь 2016 года). В 2010 году выставила свою кандидатуру на выборах генерального прокурора штата, но сняла её по семейным обстоятельствам.
На губернаторских выборах 6 ноября 2018 года победила кандидата республиканцев Билла Шути, хотя получила большинство голосов лишь в 17 из 83 округов штата.
10 марта 2020 года Уитмер объявила о первых двух случаях коронавирусной инфекции COVID-19 в штате, а 23 марта, ввиду стремительного роста заболеваемости, издала указ о введении в Мичигане с 24 марта жёстких мер социального дистанцирования на 21 день. 7 мая продлила действие указа до 28 мая, но с определёнными мерами к смягчению, позволившими ряду промышленных производств возобновить работу.
4 июня 2020 года приняла участие в манифестации движения Black Lives Matter, хотя ранее высказывала беспокойство по поводу эпидемиологической опасности в связи с проведением других общественно-политических мероприятий.
11 августа 2020 года «Большая десятка» отменила осенние матчи университетской футбольной лиги в связи с эпидемией COVID-19, и Уитмер поддержала эту меру (когда президент Трамп обвинил её в срыве сезона, заявила в ответ, что решение принимала не она). 16 сентября лига решила всё же возобновить соревнования, и Уитмер не стала ей препятствовать, несмотря на имеющиеся случаи коронавирусной инфекции в университетах штата.
8 октября 2020 года была арестована группа из тринадцати человек, связанных с нелегальным ополчением из Мичигана Wolverine Watchmen. Группа обвиняется в заговоре с целью похищения Уитмер и насильственного свержения правительства штата. ФБР стало известно о заговоре в начале 2020 года, после того как были перехвачены сообщения, которыми обменивались члены группы, а также благодаря информации, полученной от агента под прикрытием.
16 ноября 2021 года окружной суд вынес решение об отнесении к компетенции федерального суда разбирательства по поводу требования губернатора Уитмер к компании Enbridge закрыть по экологическим соображениям нефтепровод, соединяющий через район Великих озёр запад и восток Канады.
8 ноября 2022 года была переизбрана на новый срок, победив на губернаторских выборах республиканку Тюдор Диксон.

## Личная жизнь
Уитмер живёт в городе Ист-Лансинг, в 2011 году вышла замуж за местного дантиста Марка Мэллори. У неё есть две дочери от первого брака — Шерри и Сидни, которым на момент новой свадьбы матери было соответственно 9 и 7 лет, у Мэллори — трое сыновей, близнецы Мэсон и Алекс (18 лет) и Уинстон (13).